# آلفردو کلمبو
آلفردو کلمبو (انگلیسی: Alfredo Colombo؛ زادهٔ ۲۵ ژوئیهٔ ۱۹۲۱) بازیکن فوتبال اهل ایتالیا است.
از باشگاه‌هایی که در آن بازی کرده‌است می‌توان به باشگاه فوتبال اینتر میلان، باشگاه فوتبال آلساندریا، و باشگاه فوتبال پیستویزه اشاره کرد.